# Гебрезгабихир, Амануэль
Амануэль Гебрезгабихир (англ. Amanuel Gebrezgabihier; род. 17 августа 1994, Аддис-Абеба, Эфиопия) — эритрейский профессиональный шоссейный велогонщик. Пятикратный чемпион Африки. Чемпион Эритреи в групповой гонке (2014).

## Достижения
| ГК  | Генеральная классификация |
| ГрК | Горная классификация      |
| МК  | Молодёжная классификация  |

## Статистика выступлений на Гранд Турах
| Гранд Тур       | 2018 |
| --------------- | ---- |
| Джиро д'Италия  | —    |
| Тур де Франс    | —    |
| Вуэльта Испании | 37   |